# Chironomus bimaculus
Chironomus bimaculus är en tvåvingeart som beskrevs av Walker 1848. Chironomus bimaculus ingår i släktet Chironomus och familjen fjädermyggor. Inga underarter finns listade i Catalogue of Life.